# Религиозный и школьный эдикты в Пруссии 1788 и 1794 годов

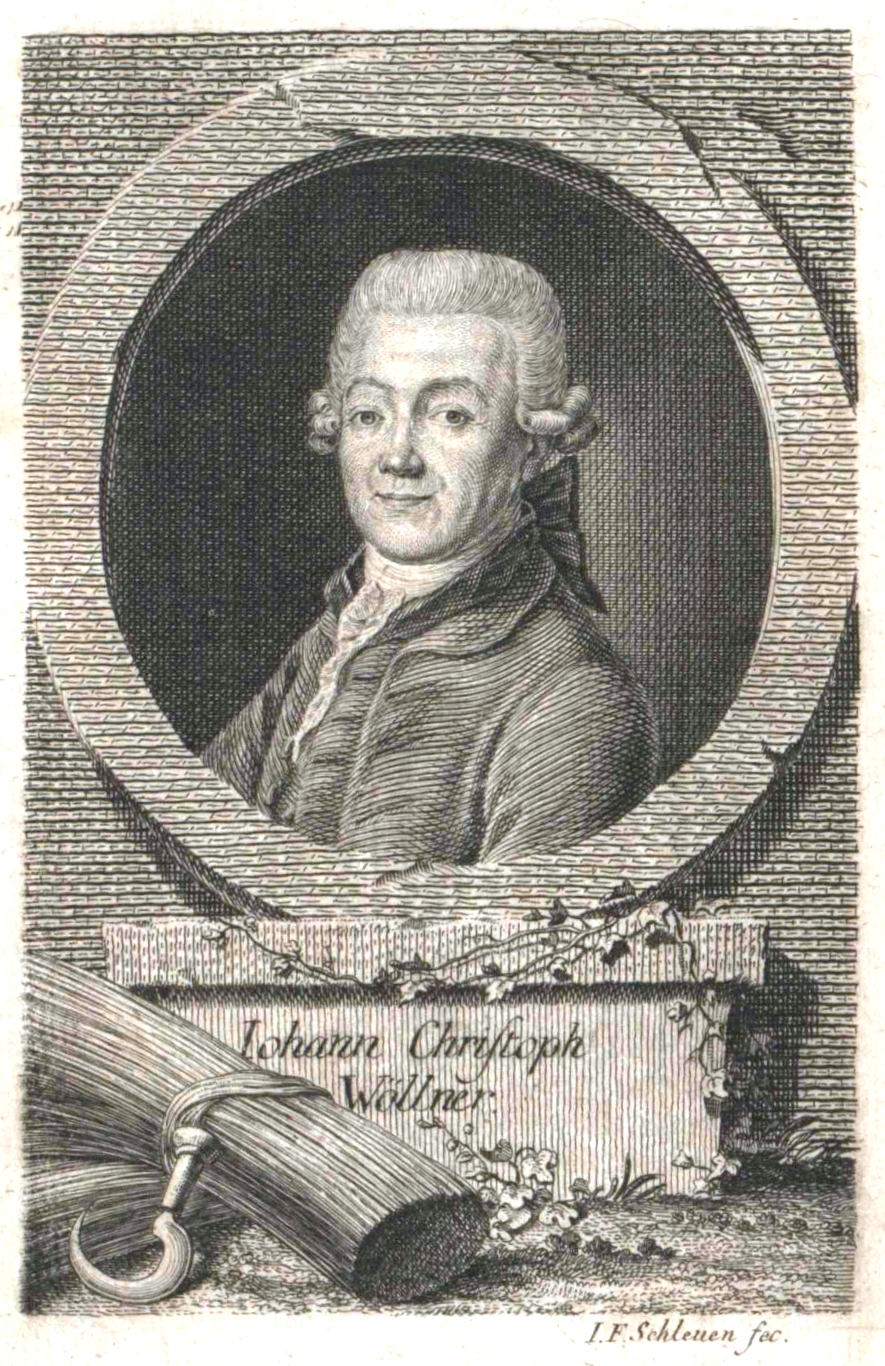
Иоганн Вёльнер, автор эдиктов 1788 и 1794 гг

Во второй половине XVIII века в Пруссии поднимаются голоса о необходимости реформы школьного образования. Появляются предложения (Хекер, Цедлиц) добавить в круг изучаемого материала — состоящего в то время практически только из обучения письму, чтению, знакомства с катехизисом и Библией — «реальные» предметы и приблизить школьное образование конкретным жизненным и профессиональным потребностям разных сословий. При Фридрихе Великом (король 1740—1786) эти идеи находят поддержку, хоть только и на бумаге. Его преемник — Фридрих-Вильгельм II — однако, видит в этом опасность для христианских и моральных устоев общества. Предложения реформ образования, поданные министром юстиции и духовных дел Карлом Цедлицем (Carl Abraham Freiherr von Zedlitz, 1731—1793), не находят у нового короля поддержки, который одобряет в 1787 г лишь создание центрального органа управления школьными делами — Верховной школьной коллегии (нем. Oberschulkollegium).
Расположение короля завоёвывает Иоганн Вёльнер (Johann Christoph von Wöllner, 1732—1800), который поддерживал широкую тогда боязнь изменений в школьном образовании: начатые Хекером и продолженные Цедлицом реформы, мол, умаляют роль религиозного образования и происходят за его счёт. Пользуясь поддержкой короля, Вёльнер вытеснил в 1788 году Цедлица с поста министра юстиции и заведующего народным образованием и стал на его место. Уже через несколько дней после вступления в должность он издал религиозный эдикт (9.7.1788), дополненный школьным эдиктом (4.9.1794), которые оцениваются современной историографией как «реакционные». В первом (§ 7-8) закреплялся религиозный догматизм, запрещение теологических дискуссий и различных интерпретаций Библии, отличающихся от уже общепринятых и утверждённых (это ударило, например, по Канту, преподававшему в университете в Кёнигсберге). Государство взяло на себя роль контроля за «правильностью» религиозных истин и преследования инакомыслящих, что всегда находилось в компетенции церкви. Сложилась ситуация, подобная таковой во времена инквизиции.
Второй эдикт подтвердил старый канон материала, преподаваемого в сельских школах, который состоял практически на 100 % из знакомства с Библией и катехизисом. Новые предметы — счёт, география, история, основы ремесла и т. п. — которые могли забрать у этого хоть 10 минут, объявлялись нежелательными.